# За стенами тюрьмы Фолсом
«За стенами тюрьмы Фолсом» (англ. Inside the Walls of Folsom Prison) — тюремный фильм нуар режиссёра Крейна Уилбура, который вышел на экраны в 1951 году.
Фильм рассказывает о жестоких порядках в тюрьме Фолсом в Калифорнии в 1920-е годы, которые поддерживает начальник тюрьмы (Тед Де Корсия). После очередного бунта и попытки побега руководство исправительных учреждений решает провести некоторые реформы в интересах заключённых, и для их проведения назначает в тюрьму нового капитана надзирателей (Дэвид Брайан). Однако столкновение нового и старого стиля руководства приводит к новому бунту и попытке побега под руководством авторитетного заключённого (Стив Кокран), что приводит к серьёзным жертвам.
Под впечатлением от этого фильма популярный американский кантри-музыкант Джонни Кэш сочинил песню Folsom Prison Blues, которую записывал неоднократно с 1955 года вплоть до своей смерти в 2003 году. Фрагмент этого фильма вошёл в биографический фильм о Джонни Кэше «Переступить черту» (2005) с Хоакином Фениксом в главной роли. В одной из сцен этой картины герой Феникса во время прохождения службы в армии смотрит фильм «За стенами тюрьмы Фолсом» вместе с другими служащими военно-воздушных сил.

## Сюжет
Действие происходит в 1920-е годы в тюрьме строгого режима Фолсом, расположенной в одноимённом городе недалеко от Сакраменто. Это тюрьма штата, где содержатся наиболее опасные преступники и рецидивисты. Начальник тюрьмы Бен Рикки (Тед Де Корсия) является сторонником старых методов работы с осуждёнными. Он убеждён, что тюрьма существует для наказания, а не для реабилитации заключённых, и рассматривает суровые условия содержания и грубое обращение с заключёнными наилучшим способом заставить их подчиниться и соблюдать установленные порядки. Тяжёлые условия пребывания, грязь в камерах, плохое питание и немотивированная жестокость надзирателей приводят к тому, что многие заключённые готовы поднять бунт и совершить побег.
Однажды в тот момент, когда Рикки и капитан охраны вызывают заключённых, вынося им суровые наказания за различные провинности, группа заключённых готовится совершить побег. Авторитетный заключённый Чак Дэниелс (Стив Кокран), который осуждён уже не первый раз и отбывает пожизненный срок, почуяв неладное, отговаривает беглецов, однако те полны решимости довести дело до конца. Им удаётся ворваться в кабинет капитана и взять его и Рикки в заложники. Под их прикрытием заключённые продвигаются к воротам, однако сталкиваются с неожиданно мощным огнём охраны, после чего вынуждены капитулировать. Во время попытки побега погибает капитан и несколько заключённых. Когда бунт подавлен, по распоряжению Рикки его участников жестоко избивают и наказывают. Журналист «Сакраменто Пресс» Джим Фрезиер (Скотт Форбс) приезжает в тюрьму, чтобы проверить информацию о том, что один из зачинщиков бунта был избит до состояния паралича. Рикки проводит Фрезиера по камерам, где тот приходит в ужас от нечеловеческих условий, в которых содержатся бунтовщики. Затем Рикки показывает зачинщика бунта, который не может приподняться с пола и говорить, однако способен шевелить головой и руками. Фрезиер просит Рикки перевести этого заключённого в тюремный изолятор, на что Рикки отвечает, что он так и сделает, после чего выпроваживает репортёра.
Доносчик, который сообщил администрации о предстоящем побеге, просит защиты у Рикки, который на словах обещает ему помочь, но не делает ничего для его защиты, считая его таким же преступником, как и остальных. В результате заключённые быстро вычисляют доносчика и убивают его, обставляя всё как несчастный случай. Между тем после того, как проблемы в тюрьме становятся известны общественности, тюремный совет принимает решение о проведении реформ, направляя в качестве нового капитана надзирателей образованного и современно мыслящего специалиста-пенолога Марка Бенсона (Дэвид Брайан). По дороге в тюрьму Бенсон подвозит на своей машине Джейн Парду (Дороти Харт), муж которой Рэд Парду (Филип Кэри) является одним из примерных заключённых, который по-настоящему исправился, и в ближайшее время ожидает условно-досрочного освобождения. После того, как Бенсон представляется Рикки, тот поручает своему ближайшему помощнику, сержанту Харту (Эдвард Норрис) познакомить Бенсона с тюрьмой и с сотрудниками.
При очередном разговоре с Рикки Бенсон признаёт, что находящиеся в тюрьме заключённые совершили ужасные преступления и заслуживают наказания. Однако при этом они должны получить возможность исправиться, чтобы по выходе из тюрьмы стать нормальными членами общества. Рикки вынужденно даёт своё согласие на реформы, в глубине души уверенный в том, что эти меры будут восприняты заключёнными как слабость администрации, и очень скоро Бенсон дискредитирует себя своим слабым психологическим подходом. Между тем, Бенсон начинает проведение реформ. В частности, он серьёзно улучшает систему питания, включая в рацион мясо и молочные продукты с тюремного ранчо, отменяет запрет заключённым на разговоры во время еды и начинает внедрять программы реабилитации, такие как помощь в трудоустройстве после выхода на свободу. Он также меняет методы работы тюремного персонала, в частности, добивается того, чтобы надзиратели приходили на работу в чистом, опрятном виде, вели себя достойно в соответствии со своим положением и прекратили жестокие необоснованные избиения и издевательства над заключёнными.
Рэд Парду, будучи лицензированным специалистом по проведению взрывных работ, занимается организацией этих работ в каменоломне, где работают заключённые. Однажды, его вместе с одним из надзирателей направляют в город закупить партию взрывчатки. При досмотре на выезде из тюремных ворот Рэд замечает, что за сиденьем грузовика спрятался один из заключённых, Ник Ферретти (Уильям Кемпбелл). Рэд понимает, что если он не сообщит об этом властям, то его обвинят в содействии побегу, и тогда он не только лишится возможности на условно-досрочное освобождение, но и получит новый срок. Рэд выходит из машины и передаёт охране записку, после чего Ферретти задерживают и помещают в одиночную камеру. Понимая, что заключённые будут мстить Рэду за его поступок, Бенсон уговаривает Рикки перевести Рэда в другой тюремный блок. Однако Рикки не делает большого различия между проблемными заключенными, и теми из них, кто сотрудничает с администрацией, и отказывает в просьбе Бенсона. Между тем Рэд рассказывает о том, что произошло Дэниелсу, который сидит вместе с ним в одной камере. Дэниелс успокаивает Рэда, говоря, что у того не было выбора. Между тем Дэниелс полностью доверяет Рэду и использует его помощь при подготовке собственного побега. При этом Дэниелс понимает, что его план может сорваться, если другие заключённые узнают о поступке Рэда.
Тем временем заключённый, работающий клерком в администрации, который подслушал разговор Бенсона и Рикки о Рэде, через посредника передаёт его содержание Ферретти. Тот в свою очередь обещает заключённому по прозвищу Тинкер (Дик Вессон) все заработанные им в тюрьме деньги, если тот отомстит Рэду. Поскольку Рэд пользуется хорошей репутацией среди заключенных, Тинкер сначала не может поверить в это обвинение, но тем не менее соглашается выполнить заказ. За день до того, как Рэда должны освободить, Тинкер устраивает в карьере взрыв, в результате которого Рэд погибает, однако администрация трактует произошедшее как несчастный случай. Дэниелс понимает, кто стоит за этим убийством, и решает отомстить Ферретти. Бенсон сообщает об убийстве Джейн, которая приехала встречать мужа, после чего направляется к Рикки, обвиняя его в том, что он виновен в смерти хорошего человека, так как не попытался защитить его. Эти обвинения вызывают возмущение Рикки, который увольняет Бенсона и отменяет все его реформы, после чего жизнь заключенных снова становится невыносимой.
Дэниелс, который тайно запасал взрывчатку для своего побега, решается действовать, подготавливая своих сообщников. Ему удаётся захватить в заложники охранника своей камеры, а затем и Харта, и получить доступ к оружию. После этого Дэниелс требует от Рикки выпустить его группу с тюремной территории. Однако Рикки, переодевшись заключённым, проникает в тюремный блок и начинает расстреливать собравшихся внизу заключённых из автомата. Ответным огнём его убивают, после чего начинается ожесточённая перестрелка между тюремщиками и заключенными. В отсутствие Рикки и Харта руководство в свои руки берёт Бенсон. Он вызывает специальные вооружённые подразделения штата, отключает в тюремном блоке электричество и даёт Дэниелсу пять минут на то, чтобы сдаться. Понимая, что он проиграл, Дэниелс освобождает тюремных охранников и просит непричастных заключённых вернуться в свои камеры. Затем Дэниелс со своими людьми направляется к камере, в которой находятся Ферретти и Тинкер, собираясь отомстить за смерть Рэда. Во время краткого объяснения Тинкер выхватывает пистолет у одного из людей Дэниелса и стреляет, приводя в действие взрывчатку. В результате взрыва и последующего обвала все, кто находится в камере, погибают. Как сообщается закадровым голосом в финале картины, в последующие годы, когда к руководству придут такие люди, как Бенсон, тюремный совет модернизирует учреждение и его программы, чтобы у заключенных было больше шансов быть полезными обществу.

## В ролях
- Стив Кокран — Чак Дэниелс
- Дэвид Брайан — Марк Бенсон
- Филип Кэри — Рэд Парду
- Тед Де Корсия — начальник тюрьмы Бен Рикки
- Скотт Форбс — Джим Фрэзиер
- Майкл Толан — Лео Дейли
- Дик Вессон — Тинкер
- Пол Пичерни — Джефф Риордан
- Уильям Кемпбелл — Ник Ферретти
- Эдвард Норрис — сержант Клифф Харт
- Дороти Харт — Джейн Парду (в титрах не указана)

## Создатели фильма и исполнители главных ролей
Автор сценария и режиссёр Фильм Крейн Уилбур был сценаристом шестидесяти фильмов, среди которых «Он бродил по ночам» (1948), «Дом восковых фигур» (1953), «Волна преступности» (1954) и «История в Феникс-Сити» (1955). Как режиссёр Уилбура поставил 22 фильма, включая такие тюремные картины, как «Кэньон-Сити» (1948), «История Молли Х» (1949), «За стеной» (1950) и «Дом женщин» (1962).
В фильме снялась группа популярных актёров, известных по ролям в жанре нуар. В частности, Стив Кокран известен по фильмам нуар «Погоня» (1946), «Белая горячка» (1949), «Проклятые не плачут» (1950), «Шоссе 301» (1950), «Штормовое предупреждение» (1951), «Завтра будет новый день» (1951) и «Личный ад 36» (1954).
Дэвид Брайан сыграл в таких фильмах, как «Осквернитель праха» (1949), «Путь фламинго» (1949), «За лесом» (1949), «Проклятые не плачут» (1950), «Прорыв» (1950) и «Великий и могучий» (1954).
Среди почти 60 своих картин Тед Де Корсия сыграл в таких фильмах нуар, как «Леди из Шанхая» (1947), «Обнажённый город» (1948), «Насаждающий закон» (1951), «Поворотная точка» (1952), «Волна преступности» (1954), «Большой ансамбль» (1955), «Убийство» (1956) и «Оттенок алого» (1956).

## История создания фильма
Фильм имел рабочее название «История Фолсома» (англ.  The Story of Folsom) и находился в производстве с октября до середины декабря 1950 года.
Согласно информации «Голливуд репортер» от октября 1950 года, Крейн Уилбур в качестве режиссёра фильма сменил Феликса Фейста.
В начальных титрах сообщается, что впервые за 100 лет фильм снимался в стенах тюрьмы Фолсом. Согласно информации из различных источников, значительная часть истории действительно снимались на натуре в тюрьме Фолсом. По словам историка кино Гленна Эриксона, «железные двери и каменные стены калифорнийской тюрьмы действительно выглядят внушительно и грозно». Как далее отмечает Эриксон, актёров и творческую группу специально предупредили, что в ходе работы они могут разговаривать, но не должны брататься с заключёнными.
В январе 1951 года «Нью-Йорк Таймс» сообщила, что на период съёмок в тюремных стенах были предприняты особые меры предосторожности, в частности, тюремные власти сделали фотографии 100 человек актёрского состава и творческой группы, которые работали в тюрьме. По словам Эриксона, примерно час каждый день уходил на преодоление киногруппой тюремной системы безопасности, что побудило менеджера по производству внести предложение, чтобы актёры носили арестантскую одежду с особыми номерами, по которым охрана пропускала бы их внутрь без задержки. Как отмечает Эриксон, «начальник тюрьмы заблокировал эту идею, разумно предположив, что кого-либо из актёров могут просто огреть по голове и снять с него рубаху с номером».
По информации Американского института киноискусства, так как заключённые не участвовали в съёмках, в массовке играли тюремные надзиратели в одеждах заключённых. Кроме того, как в октябре 1950 года сообщил «Голливуд репортер», многие члены творческой группы сидели в тюремных камерах, изображая заключённых.
Другими локациями для съёмок, согласно «Голливуд репортер» от ноября и декабря 1950 года, были равнина Сакраменто, где снимались эпизоды бунта, а также 30-акровое ранчо студии Warner Bros. в Калабасасе, Калифорния.
В начале и в конце фильма актёр Чарли Ландж (англ. Charlie Lunge) ведёт закадровое повествование от лица тюрьмы Фолсом. Он, в частности, сообщает, что события происходят «в самом начале века», однако автомобили и женские гардеробы указывают на то, что действие происходит в более поздний период.
Премьера фильма состоялась 26 мая 1951 года в Нью-Йорке. Фильм вышел в широкий прокат 16 июня 1951 года.
Популярный кантри-певец Джонни Кэш в интервью рассказывал, что написал одну из своих первых композиций Folsom Prison Blues вечером после просмотра этого фильма.

## Оценка фильма критикой

### Общая оценка фильма
Как отмечалось в рецензии «Нью-Йорк Таймс» после выхода фильма на экраны, это «самая мрачная тюрьма» из тех, которые на протяжении многих лет показывает студия Warner Bros., хотя по сути это «всё то же самое». Обращает на себе внимание, как создатели фильма «явно выступающие за реформы, проникают со своими камерами в тёмные тюремные блоки, башни, дворы и каменоломни пенитенциарного учреждения», однако «всё, что они запечатлевают, превращается в очередную тюремную картину, неотличимую от тех скучных мелодрам, которые регулярно приходят из Голливуда». По мнению рецензента, «хотя некоторые сцены, такие как попытка побега, придают процессу некоторое волнение, большая часть материала стандартна и лишена воображения». Хотя в субтитрах и говорится, что картина представляет Фолсом, «снятый впервые за 100 лет своей истории», автор статьи заключает, что каким-то «странным образом, эта тюрьма похожа на любую другую тюрьму на любой из голливудских съёмочных площадок».
Современный историк кино Сандра Бреннан подчёркивает, что фильм рассказывает о попытках властей внедрить более гуманные методы работы с заключёнными в одной из наиболее известных своей жестокостью тюрем Калифорнии в 1920-е годы. В центре картины находятся взаимоотношения между «твёрдым как сталь заключённым (Стив Кокран), безжалостным садистом, начальником тюрьмы (Тел Де Корсия) и его преступными надзирателями, а также новым капитаном охранников (Дэвид Брайан), который стремится провести тюремную реформу и внедрить программы реабилитации вместо бессмысленного насилия».
По словам Гленна Эриксона, «самым любимым критикой тюремным фильмом 1950-х годов является „Бунт в тюремном блоке № 11“ (1954) режиссёра Дона Сигела», который в отличие от традиционного подхода «утверждает, что тюремные проблемы носят системный характер, а не являются отдельными действиями плохих заключенных или злодейских охранников». Этот же фильм, по мнению Эриксона, «избегает современных проблем, обращаясь к событиям 1920-х годов. Поместив историю в прошлое, фильм пытается создать ощущение, что поставленные в нём проблемы в настоящем времени решены, и таким образом не продолжает традицию социальных разоблачений Warner Bros». При этом критик полагает, что это «сильная тюремная картина», и «одна из лучших благодаря чёткой работе сценариста и режиссёра Крейна Уилбура».

### Оценка актёрской игры
По мнению «Нью-Йорк Таймс», «игра всех актёров не выше стандартного уровня. Это касается и Теда де Корсии в роли тюремщика и сторонника силовых методов, который убежден, что работа с его подопечными „требует сильной воли и мужества“, а также Дэвида Брайана в роли капитана, который убежден, что для этого в такой же степени требуются „мозги и понимание“. То же можно сказать и о Филипе Кэри в роли несчастного „преступника“, который умеет обращаться с динамитом, Дороти Харт, которая ненадолго появляется в роли его жены, и Эда Норриса в роли жёсткого сержанта тюремной охраны».
По мнению Гленна Эриксона, доминируют в этом шоу Стив Кокран, Дэвид Брайан и Тед де Корсия, а Филип Кэри, Дик Вессон, Пол Пичерни и Уильям Кэмпбелл «составляют динамичную группу отчаянных заключенных». Эриксон также отмечает, что Уилбуру также удалось «ввести в сюжет роли для актрис Дороти Харт и Мари Олдон, не прибегая к таким неестественным уловкам, как флэшбеки, которые использовались Жюлем Дассеном в „Грубой силе“ (1948)».